# 京口旗营
京口旗营是清代镇江府城内的八旗驻防城。
清军征服镇江城后，圈占了城内西南部，驱逐当地居民，改为八旗营房。京口旗营位于镇江城内的西南部，大市口以西。京口旗营最初为满洲八旗，后改为蒙古八旗。镇江驻防大致保持1700多兵的规模，属京口副都统，由江寧將軍统领，负责江南海防，使命重要。
辛亥革命前，驻军为蒙八旗骑兵300余人，炮兵一营，由京口副都统载穆统领。1911年11月8日，镇江军政府都督林述庆要求载穆投降，否则攻城。载穆见地方上的道、府、县官吏已逃匿一空，地方士绅又要求不要抵抗，以免地方受损，表示愿意投降。当日，军政府军务部长李竞成率部受降，进城收缴旗营武器。